# Constance Danvin
Constance Danvin, née le 3 mai 1810 à Lille (Nord) et morte le 17 juillet 1888 à Saint-Nicolas-de-Port (Meurthe-et-Moselle), est une artiste peintre française.

## Biographie

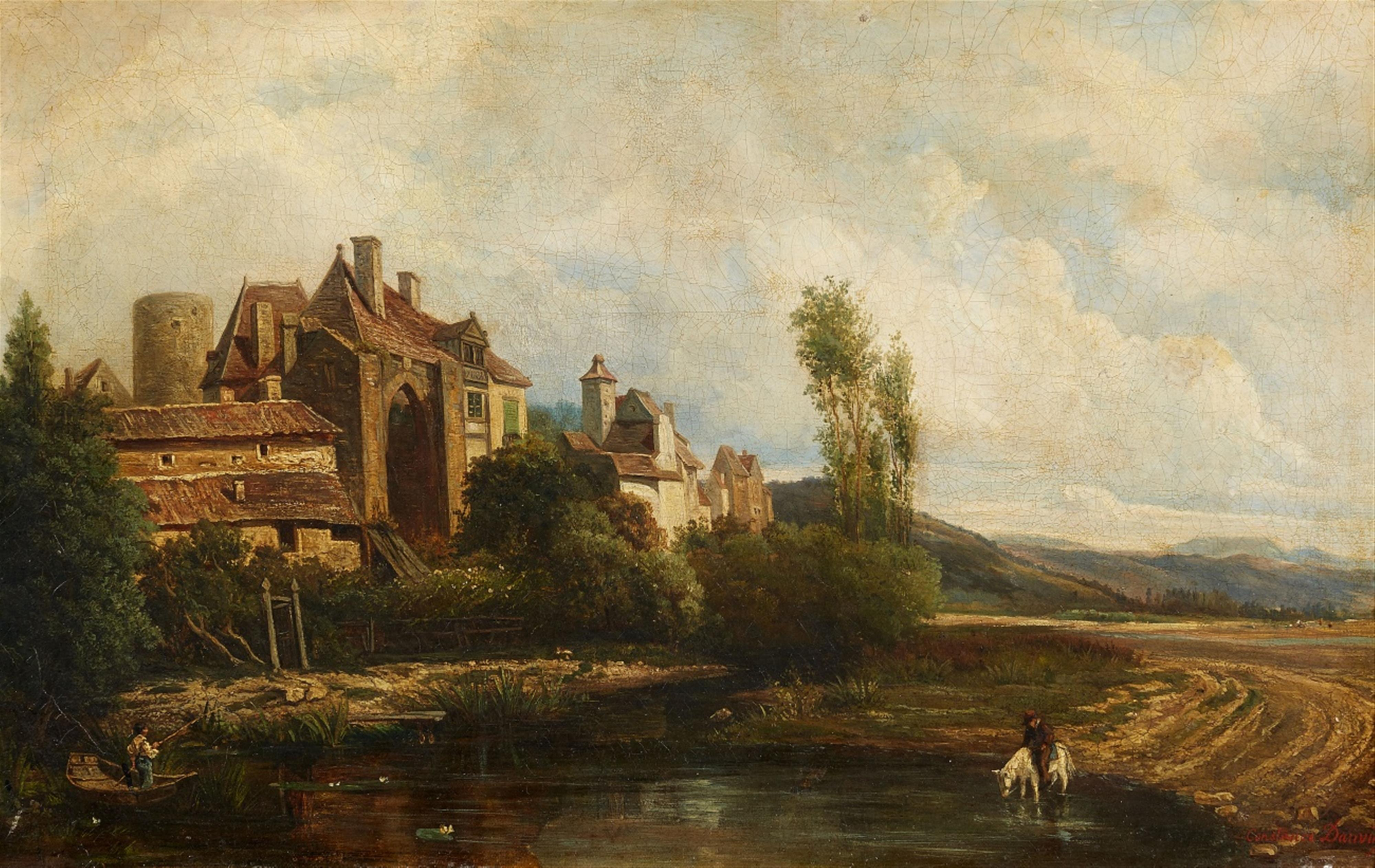
Constance Danvin, Paysage.

Constance Amélie Lambert est la fille d'Antoine Lambert, receveur de l'enregistrement, et de Constance Colle.
Elle épouse à Bourges en 1838, le peintre Félix Danvin.
Elle expose au Salon de 1844 à 1848.
Elle meurt à Saint-Nicolas-de-Port à l'âge de 78 ans.